# De Gruben

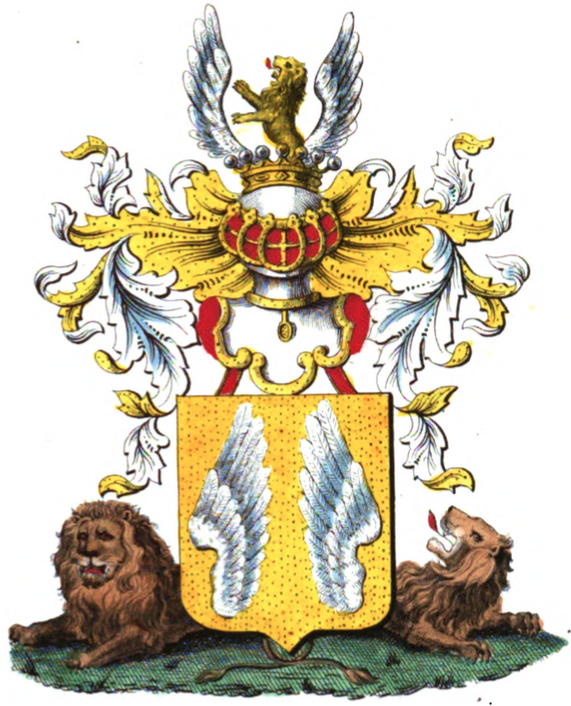
Wapen van de familie de Gruben

De familie de Gruben is een Belgische adellijke familie van Westfaalse oorsprong.

## Geschiedenis
- In 1644 verleende keizer Ferdinand III adelserkenning van het Heilig Roomse Rijk aan Floris Gruben en benoemde hij hem als 'palatijnse graaf'.
- In 1815 werd Frédéric von Gruben (zie hierna) ingeschreven in de adel van het koninkrijk Beieren, met de titel 'freiherr'.

## Frédéric de Gruben
- Johann Friedrich Christophe Maria de Gruben, genaamd Frédéric de Gruben (Paderborn (Westfalen), 14 augustus 1772 - Brussel, 18 mei 1839), directeur van de posterijen Tour & Taxis, eerst in Luik, daarna in Brussel, was een zoon van Johann Friedrich von Gruben, raadsheer aan het hof van de prins-bisschop van Paderborn en gezant van de keurvorst van Keulen bij keizerin Maria Theresia, en van Maria Sabina von Winterhedt. In 1824 werd hij erkend in de adel onder het Verenigd Koninkrijk der Nederlanden, met de titel baron, overdraagbaar op al zijn afstammelingen. Hij trouwde met Maria Meyer (1793-1846). Ze kregen zes kinderen.
  - Charles de Gruben (1833-1900) was Belgisch senator. Hij trouwde met Euphrasie du Bois (1833-1913) en ze kregen negen kinderen. De dochters trouwden met zoons uit de families Cogels en Le Grelle.
  - Alphonse de Gruben (1866-1929), burgemeester van Booischot, trouwde met Marguerite de Turck de Kersbeek (1872-1927). Met afstammelingen tot heden.
  - Joseph de Gruben (1868-1930), trouwde met Catherine Flesser (1871-1942). Ze hadden een zoon, maar zonder verder nageslacht.

## Bekende telgen
- Charles de Gruben (1833-1900), senator
- Thierry de Gruben (1941), diplomaat